# لويس جاي فيلدمان
لويس جاي فيلدمان (بالإنجليزية: Lewis J. Feldman)‏ هو عالم نبات أمريكي، ولد في 10 أكتوبر 1945.